# MAF1
MAF1 (англ. MAF1 homolog, negative regulator of RNA polymerase III) – білок, який кодується однойменним геном, розташованим у людей на короткому плечі 8-ї хромосоми. Довжина поліпептидного ланцюга білка становить 256 амінокислот, а молекулярна маса — 28 771.
| 10         |  | 20         |  | 30         |  | 40         |  | 50         |
| ---------- |  | ---------- |  | ---------- |  | ---------- |  | ---------- |
| MKLLENSSFE |  | AINSQLTVET |  | GDAHIIGRIE |  | SYSCKMAGDD |  | KHMFKQFCQE |
| GQPHVLEALS |  | PPQTSGLSPS |  | RLSKSQGGEE |  | EGPLSDKCSR |  | KTLFYLIATL |
| NESFRPDYDF |  | STARSHEFSR |  | EPSLSWVVNA |  | VNCSLFSAVR |  | EDFKDLKPQL |
| WNAVDEEICL |  | AECDIYSYNP |  | DLDSDPFGED |  | GSLWSFNYFF |  | YNKRLKRIVF |
| FSCRSISGST |  | YTPSEAGNEL |  | DMELGEEEVE |  | EESRSGGSGA |  | EETSTMEEDR |
| VPVICI     |  |            |  |            |  |            |  |            |

A: Аланін

C: Цистеїн

D: Аспарагінова кислота

E: Глутамінова кислота

F: Фенілаланін

G: Гліцин

H: Гістидин

I: Ізолейцин

K: Лізин

L: Лейцин

M: Метіонін

N: Аспарагін

P: Пролін

Q: Глутамін

R: Аргінін

S: Серин

T: Треонін

V: Валін

W: Триптофан

Кодований геном білок за функціями належить до репресорів, фосфопротеїнів. 
Задіяний у таких біологічних процесах, як транскрипція, регуляція транскрипції. 
Локалізований у цитоплазмі, ядрі.